# Taktikon Uspenskij
Taktikon Uspenskij o Uspensky è il nome moderno dato a un manoscritto redatto a Costantinopoli nel IX secolo contenente una lista delle cariche e onorificenze civili, militari ed ecclesiastiche conferite nell'impero bizantino di allora, nonché la loro importanza presso la corte imperiale. Redatto in greco e datato in particolare all'842-843 dal bizantinista Nicolaos Oikonomides, che ne ha curato la pubblicazione per la prima volta, il Taktikon Uspenskij si colloca al primo posto di una serie di documenti conosciuti come taktika, di cui fa parte, ad esempio, anche il Taktikon dell'Escorial, e redatti dal IX al X secolo, che elencavano le diverse cariche dell'impero.
Il documento prende il nome dal bizantinista russo Fëdor Ivanovič Uspenskij, che lo scoprì alla fine del XIX secolo all'interno del Codex Hierosolymitanus, un manoscritto in lingua greca, redatto nel 1056 e scoperto solo nel 1873 nella biblioteca del convento del Santo Sepolcro di Costantinopoli, oggi conservato presso il Patriarcato di Gerusalemme. All'interno dello stesso magazzino era presente anche il Klētorologion, un altro dei taktika, risalente all'899 e redatto dal protospatharios Filoteo.